# Antonín Tučapský
Antonín Tučapský, né le 27 mars 1928 à Opatovice et mort le 9 septembre 2014 à Londres, est un compositeur tchèque. De 1975 jusqu'à sa mort, il réside en Grande-Bretagne.

## Biographie
Tučapský naît en 1928 à Opatovice (partie de Vyškov) dans l'ancienne Tchécoslovaquie. En 1947, il est diplômé de l'École normale supérieure de Valašské Meziříčí. Il étudie à Brno avant de commencer sa carrière de compositeur, professeur et chef d'orchestre. De 1950 à 1951, il étudie la direction de chœur à l'Académie de musique et des arts du spectacle Janáček de Brno. En 1951, il est diplômé de l'Université Masaryk de Brno en éducation musicale et musicologie. En privé, il étudie la composition avec Jan Kunc, élève de Leoš Janáček. En 1951, il prend un poste d'enseignant à l'École supérieure de musique de Kroměříž. La même année, il devient membre du célèbre Moravian Teachers' Male Voice Choir et de 1964 à 1972, il en est chef de chœur. En 1955, Tučapský s'installe à Nový Jičín, où il accepte un poste d'enseignant au Collège de formation des enseignants et dirige également la chorale mixte locale. En 1959, il s'installe à Ostrava et devient chargé de cours à la faculté pédagogique de cette ville. À partir de 1961, il dirige le chœur d'enfants de la radio d'Ostrava. En 1964, il devient directeur musical du Moravian Teachers' Choir. Avec ce célèbre ensemble de voix d'hommes, il donne de nombreux concerts en Tchécoslovaquie et dans toute l'Europe et enregistre régulièrement pour la radio tchèque et la maison de disques Supraphon. En 1969, il obtient son doctorat pour son livre Les chœurs d'hommes de Janacek et leur tradition d'interprétation. En 1975, il s'installe en Angleterre et devient professeur de composition au Trinity College of Music de Londres, où il reste jusqu'à sa retraite en 1996. En 1985, il reçoit une bourse honoraire du Trinity College of Music. Là, il a plus de temps pour développer ses compositions, principalement chorales ou basées sur la chorale, ayant des premières représentations dans ce pays. Connaissant les diverses théories et tendances compositionnelles du XXe siècle, Tučapský reste essentiellement un compositeur tonal.
Au cours de sa carrière, il remporte divers prix et récompenses pour ses compositions et son activité culturelle. L'Université Masaryk de Brno, son alma mater, lui décerne le doctorat honoris causa en 1996. À partir de 1975, Tučapský consacre une grande partie de son temps à la composition plutôt qu'à la direction de chœur.
Ses compositions ont été publiées principalement en Angleterre, mais aussi en République tchèque, en Allemagne, en France, au Canada et aux États-Unis.
Antonín Tučapský meurt le 9 septembre 2014, à l'âge de 86 ans.

## Œuvres choisies

### Cantate
- Marie Madeleine
- Te Deum

### Choral
- Stabat Mater[3]
- Messe Serena
- Cinq Motets de Carême (Pět postních motet)

### Opéra
- L'Entrepreneur

### Concertante
- Concerto pour alto et orchestre (1996)

### Musique de chambre
- Duo Concertante pour alto et guitare (1989)
- Sonate pour alto et piano (2002)